# Cleonaria taiwana
Cleonaria taiwana là một loài bọ cánh cứng trong họ Cerambycidae.